# 137632 Ramsauer
137632 Ramsauer este un asteroid din centura principală de asteroizi.

## Descriere
137632 Ramsauer este un asteroid din centura principală de asteroizi. A fost descoperit pe 26 noiembrie 1999 la Linz de Erich Meyer. Asteroidul prezintă o orbită caracterizată de o semiaxă mare de 2,30 ua, o excentricitate de 0,21 și o înclinație de 1,7° în raport cu ecliptica.